# 大日本帝国憲法第33条
大日本帝国憲法第33条（だいにほん/だいにっぽん ていこくけんぽう だい33じょう）は、大日本帝国憲法第3章にある。

## 現代風の表記
帝国議会は、貴族院と衆議院の両院をもって成立する。